# Bahung Sibatu-Batu
Bahung Sibatu-Batu is een bestuurslaag in het regentschap Asahan van de provincie Noord-Sumatra, Indonesië. Bahung Sibatu-Batu telt 3180 inwoners (volkstelling 2010).